# 中村弘峰
中村 弘峰（なかむら ひろみね、1986年 - ）は、日本の人形作家。博多人形師。日本工芸会正会員。父は人形作家の中村信喬。

## 経歴
博多人形の老舗「中村人形」の4代目として福岡市に生まれる。2004年福岡県立修猷館高等学校を経て、2009年東京藝術大学美術学部彫刻科を卒業。2011年に同大学大学院美術研究科彫刻専攻を修了後、父である博多人形師中村信喬に師事。同年より、それまで父が手がけてきた、博多祇園山笠土居流（どいながれ）の舁（か）き山人形も制作している。
伝統を重んじつつ現代性を取り入れた斬新な作品を手がけている。代表作に、「江戸時代の人形師が現代にタイムスリップしたら」という発想から、子供の健やかな成長を祈願する五月人形と、野球選手やアメフトプレイヤーといった現代のアスリートをかけ合わせた「アスリートシリーズ」、雅な紋様をあしらった「動物シリーズ」などがある。

## 受賞
- 2013年 第60回日本伝統工芸展 初入選 新人賞 陶彫彩色「蒼森」[3]
- 2014年 第49回西部伝統工芸展 初入選 日本工芸会賞 陶彫彩色「烏之杜」[3]
- 2015年 第50回西部伝統工芸展 福岡市長賞 陶彫彩色「翠原」[3]
- 2019年 第54回西部伝統工芸展 日本工芸会賞 陶彫彩色「清流」[3]
- 2021年 第55回西部伝統工芸展 日本工芸会賞 陶彫彩色「菖蒲野」[3]
- 2023年 第30回福岡県文化賞 奨励部門[4]
- 2023年 第31回伝統工芸人形展 三越伊勢丹賞 陶彫彩色「彼方なる眼差し」[3]
- 2023年 第70回日本伝統工芸展 朝日新聞社賞 陶彫彩色「霧笛」[5] [3]